# Ange et Folletta
Ange et Folletta（アンジュ エ フォレッタ）は、日本のガールズ・ユニットである。渡辺美優紀のプロデュースにより、2019年12月8日に結成。2021年3月24日よりメジャーデビュー。2021年12月7日、活動終了。

## 来歴
2019年
- 12月8日、渡辺が初プロデュースを手掛ける2年間限定ユニット「Ange et Folletta」（アンジュ エ フォレッタ、フランス語で『天使と小悪魔』[4]）を結成、メンバーとして活動を開始[1]。

2020年
- 12月19日、ヒューリックホール東京において開催された『Miyuki Watanabe Christmas Premium Live 2020』にて、コロナ禍で未定だったCDデビューが来春に決定したと発表した[5]。

2021年
- 3月24日、1stミニアルバム『Ange et Folletta 〜Danse〜』が発売[2]。
- 4月22日、渡辺が同月末をもって所属事務所「roundcell」を退所することを発表[6]。5月1日以降はファンクラブの新規入会などを行わないことも発表された[6]。
- 12月3日、渋谷伝承ホールにてワンマンラストライブ『Ange et Folletta  -with wings-』を開催[3]。
- 12月7日、活動終了[3]。

## メンバー
| 名前   | よみ   | 生年月日              | 出身地 | 血液型 | 備考 |
| ------ | ------ | --------------------- | ------ | ------ | --- |
| Miyuki | ミユキ | 1993年9月19日（31歳） | 奈良県 | B型    | プロデューサー兼メンバー                                                                                            |
| Aoi    | アオイ | 1998年12月4日（26歳） | 愛知県 | O型    | リーダー |
| Rena   | レナ   | 2004年9月1日（20歳）  | 大阪府 | A型    | 本名：土居麗菜（） 元ハロプロ研修生 2021年8月からアフィシャナドゥ兼任（2022年5月まで）                              |
| Minami | ミナミ | 1998年6月26日（26歳） | 千葉県 | O型    | |
| Kotomi | コトミ | 2002年5月25日（23歳） | 福岡県 | O型    | Renaと共にアフィシャナドゥを兼任する（Ange et Folletta活動終了と共に脱退） 2023年からCANDY TUNEの立花琴未として活動 |
| Mika   | ミカ   | 1996年5月1日（29歳）  | 静岡県 | O型    | |
| Miyuu  | ミユウ | 2007年3月9日（18歳）  | 福岡県 | 不明   | グループ最年少 現＃よーよーよー（琴るり名義）                                                                       |

## ディスコグラフィー

### アルバム
| 枚 | リリース日    | タイトル                   | 最高位 | レーベル  | 販売形態 | 規格品番     |
| -- | ------------- | -------------------------- | ------ | --------- | -------- | ------------ |
| 1  | 2021年3月24日 | Ange et Folletta 〜Danse〜 | 101位  | etichetta | CD+DVD   | WPZL-31853/4 |

## 出演

### 舞台
- 劇団バルスキッチン第14回公演「青春フルスロットル」（2021年5月26日 - 30日、CBGKシブゲキ!!） - Mika[18]
- ガスマスクの伊藤さん。2021（2021年6月19日 - 23日、六行会ホール） - TEAM GO：Rena、TEAM DO：Kotomi[19]

### イベント
- 黒フェス2020〜白黒歌合戦〜（2020年9月6日、TACHIKAWA STAGE GARDEN）[20]
- HY-SCENE PREMIUM（2020年9月19日、なんばHatch） - Mika、Minami、Aoi、Kotomi、Rena、Miyuu[21]
- IDOL MiX JUiCE in シブヤ（2021年5月4日、渋谷区文化総合センター大和田 伝承ホール）[22]
- IDOL MiXJUiCE（上野水上野外ステージ）
  - （2021年8月22日・26日 - 27日） - 22日はMiyuki未出演[23][24][25]
  - （2021年9月10日）[26]
  - （2021年9月17日）[27]
  - （2021年9月22日） - Mika、Minami、Aoi、Kotomi、Rena、Miyuu[28]
  - （2021年11月12日）[29]
- THIS is OUR HOME
  - （2021年8月28日、横浜1000CLUB）[30]
  - （2021年9月7日、新宿ReNY）[31]
  - （2021年9月16日、Shibuya eggman）[32]
  - （2021年10月10日、Shibuya eggman）[33]
  - （2021年10月11日、SHIBUYA REX）[34]
  - THIS is OUR HALLOWEEN（2021年10月31日、パセラリゾーツグランデ渋谷）[35]
  - THIS is OUR HOME〜1日遅れのHalloween Party!!〜（2021年11月1日、新宿ReNY）[36]
  - （2021年11月3日、横浜MMブロンテ）[37]
  - （2021年11月6日、Shibuya eggman）[38]
  - （2021年11月9日、SHIBUYA REX）[39]
  - （2021年11月24日、SHIBUYA REX）[40]
- キミノネ（2021年9月4日、代官山SpaceODD）[41]
- IDOL CIRCUS TOKYO SEP.（2021年9月12日、神田明神EDOCCO STUDIO） - Mika、Minami、Aoi、Kotomi、Rena、Miyuu[42]
- SELENE IDOL WAVE（2021年10月18日、白金高輪SELENEb2）[43]
- Halloween Circus TOKYO（2021年10月23日 - 24日、神田明神EDOCCO STUDIO）[44]
- 海賊（2021年11月16日、新宿key studio）[45]
- KANDAMYOJIN IDOL WAVE（2021年11月19日、神田明神ホール）[46]
- MITSUI SUPER LIVE 2021〜勤労感謝の日スペシャル編〜（2021年11月23日、室町三井ホール）[47]
- JAPAN IDOL SUPER LIVE2021（2021年11月26日、USEN STUDIO COAST）[48]
- 遊撃少女（2021年11月27日、池袋SOUND PEACE）[49]
- KANDA IDOL WAVE（2021年11月29日、神田明神ホール）[50]
- Ange et Folletta  -with wings-（2021年12月3日、渋谷伝承ホール）[3][51]